# Битка при Божѐ
Битката при Божé (на френски: Bataille de Baugé) е сражение от Стогодишната война, което се състои на 22 март 1421 г. От едната страна се сражава френско-шотландска армия, начело с Джон Стюарт, граф Бъчън, а от друга – неголям английски отряд. Начело на англичаните стои амбициозният брат на крал Хенри V Томас, херцог на Кларънс. Битката е емблематична, защото след десетилетия на неизменни английски победи (Креси, Поатие, Азенкур) за първи път се стига до поражение на островитяните. Армията им е почти унищожена, загива и Томас.

## Ситуацията в началото на 20-те години
През 1415 г. Хенри V започва своята инвазия във Франция и постига недвусмислени успехи – покорява Нормандия, съюзява се с бургундците и постепенно напредва към Париж. Успява да принуди болния френски крал Шарл VI да подпише договора от Троа (1420 г.), с който да му даде дъщеря си Катрин Валоа за жена, както и правото да наследи френския трон. Синът на краля, бъдещият Шарл VII, който е известен с прозвището „Дофинът“, се оттегля на юг и създава т. нар. Кралство Бурж. Там той се обявява против договора от Троа и се готви за упорита съпротива. През декември 1420 г. англичаните влизат в Париж, придружени от Шарл VІ. Цяла северна Франция се оказва окупирана от англо-бургундските сили.
През февруари 1421 г. Хенри V се връща в Англия, за да оправи тамошните дела. Като наследник на Едуард III, той е убеден, че френският трон му принадлежи, така че се опитва да изгради особен вид дуалистична монархия. Като регент в Париж оставя брат си Томас и му поставя за задача да проникне в провинциите по средното течение на Лоара – Анжу, Мен и Турен. Именно там се състои битката при Божé.

## Ход на битката
Съюзът между Франция и Шотландия съществува устойчиво от 1295 г. и вече няколко пъти е изпробван по време на войната. И сега Дофинът моли шотландците за помощ, за да парира настъплението на Томас ъф Кларънс. Колко точно шотландци води Джон Стюарт, не е ясно, но заедно с набързо събраните френски доброволци броят на армията едва надхвърля 5000 души. Англичаните са поне двойно повече. За да помага с уменията си, тук пристига и френският маршал Жилбер Мотие дьо Ла Файет.
Божé е незначително градче близо до столицата на графство Анжу – Анжé. Френско-шотландските сили изненадват противника, когато силите му са разпръснати, за да грабят околността. Сблъсъкът може да бъде избегнат, но Томас гори от желание за побеждава. Когато го съветват да не бърза, той отвръща: „Който го е страх да се бие, да се прибира и да ходи на църква!“. Ето защо той нарежда на своя заместник Томас Монтагю да събере само най-близките отряди, както и всички стрелци с дълъг лък, които открие. Обаче вместо да ги дочака, докато има само 1500 рицари, той напада шотландските сили пред Божé. Успява да ги изтласква от моста над река Куоснон, но това доста го забавя. Докато ги обгражда в малката градска църква, се появява основната френско-шотландска войска. Тук именно той би следвало да изчака, но вместо това дава заповед за атака. Малобройните му войници не могат да се възползват от уменията на стрелците и бързо са обхванати в чувал. Започва кърваво меле, в което само за час английските сили са унищожени. Пленен е Джон Бофорт (роднина на краля). Загива главнокомандващият. Когато на следващия ден Монтагю пристига с повече войници, единствената му възможност е да прибере труповете на висшите аристократи и да ги изпрати в Англия.

## Последици
В краткосрочен план битката има разтърсващи последици, защото налага Хенри V да се върне и защото изпълва съмишлениците на Дофина с ентусиазъм. Макар че не е разбита цяла английска армия, събитията показват, че „англичаните могат да бъдат побеждавани“, което е успокояващо. Дофинистите планират акции към Нормандия и към Реймс (градът, където получават короната си вкички френски крале), но не успяват да ги осъществят. Скоро англичаните се съвземат. Хенри успва да превземе ключови крепости около столицата и да прочисти северните краища от повечето привърженици на Дофина. Дори когато ненадейно умира през август 1422 г., той оставя Франция в сигурните ръце на другия си брат Джон. В следващите години французите търпят нови поражения (при Краван, при Верньой), така че в по-далечен план поражението при Божé няма съществени последици.
То не постига онзи дълбок обрат във военните действия, който предизвикват победите на Жана д'Арк осем години по-късно.